# طوني فرنجية (الابن)
طوني سليمان طوني سليمان فرنجيه الابن، نائب لبناني، هو نجل النائب اللبناني السابق سليمان طوني فرنجية، فاز في الانتخابات النيابية اللبنانية لدورة العام 2018، ودخل إلى المجلس النيابي كمرشح تيار المردة عن أحد المقاعد الثلاثة للطائفة المارونية في دائرة زغرتا - شمال لبنان. وهو عضو في التكتل الوطني. من مواليد زغرتا عام 1987، حائز شهادة جامعية في الاقتصاد من جامعة البلمند في شمال لبنان، وشهادة الماجستير في الاقتصاد المالي من جامعة سيتي يونيفرسيتي في بريطانيا.

## حياته
ولد طوني فرنجية في 22 أيلول من العام 1987، في زغرتا - شمال لبنان في أسرة مسيحية مارونية، والده رئيس تيار المردة اللبناني والنائب اللبناني السابق سليمان فرنجية، والدته مريان سركيس، وله شقيق واحد من والدته وهو باسل، وشقيقة واحدة من زوجة والده ريما قرقفي، فيرا. في عام أكتوبر 2019 تزوج طوني فرنجية من لين محمد زيدان وهي مُسلمة من صيدا.

## دراسته
تابع طوني فرنجيه تحصيله العلمي في لبنان، وحاز شهادة جامعية في الاقتصاد عام 2009 من جامعة البلمند الكائنة في شمال لبنان، ثم اتجه إلى المملكة المتحدة البريطانية، حيث تابع دراسته الجامعية وحاز شهادة الماجستير في الاقتصاد المالي في العام 2010 من سيتي يونيفرسيتي. كما تابع دروساً في العلوم السياسية في كلية لندن للاقتصاد، بين العامين 2010 و2011. كما كان له تخصص في مجال تعزيز مهارات القيادة وحل النزاعات وبناء الفريق واتخاذ القرارات، من خلال مشاركته في أكاديمية المردة للقيادة.

## مسيرته السياسية
ينحدر طوني فرنجيه من عائلة لها تاريخها في عالم السياسة، فانخرط بدوره في هذا المجال وساهم في إدارة تيار المرده الذي يرأسه والده، سليمان فرنجيه، حيث عمل على العديد من المشاريع الداخلية في التيار، ومنها ما يُعنى بالشباب والطلاب والنقابات والاتحادات والتعليم وغيرها من القضايا التي يُعنى بها التيار. فكان له حضور ومشاركة فاعلين في الكثير من الاجتماعات واللقاءات السياسية والدبلوماسية مع رئيس التيار سليمان فرنجية.
كما مَثّل التيار في العديد من المناسبات خارج لبنان، ومنها استراليا في العام 2012، وفنزويلا في العام 2015 بهدف اللقاء مع الجالية اللبنانية في هذه الدول. هذا ورعى عدداً كبيراً من النشاطات المتخصصة في الشأن العام والخدمات الاجتماعية وشارك في أكثر من 5 آلاف نشاط على نطاق الشمال ولبنان.
ركّز في عمله السياسي على العنصر الشبابي، حيث انخرط في العديد من المشاريع الانمائية على صعيد منطقة زغرتا، حيث ساهم في تحقيق التنمية المستدامة من خلال تحفيز الاستثمار وخلق فرص عمل للشباب في شمال لبنان. وقد أطلق جمعية Work Smart Association التي تهدف إلى العمل على خلق مشاريع للتنمية المستدامة.
في العام 2016، خاض تجربته الأولى في الانتخابات، حيث عمل على تنسيق الانتخابات البلدية في زغرتا مع عدد من الأطراف السياسية المتنافسة في هذه المنطقة.
في العام 2018، فاز في الانتخابات النيابية اللبنانية عن المقعد الماروني في دائرة الشمال الثالثة، وأصبح نائباً لولاية 4 سنوات.